# Хернштайн (дворец)
Хернштайн (нем. Schloss Hernstein) — дворец в нижнеавстрийской земле в коммуне Хернштайн, Австрия. Резиденция приобрела свой нынешний облик после того, как был реализован проект известного архитектора Теофила фон Хансена. Реконструкция завершилась во второй половине XIX века. В настоящее время в здании проводятся семинары, его можно арендовать для проведения торжеств и свадеб. В остальное время здесь действует Хернштайнский институт менеджмента.

## История

### Основание
Между 1727 году граф Карл Йозеф Хойссенштайн решил радикально перестроить принадлежащую ему ферму Мейерхоф. Он вознамерился в этом живописном месте вместо сельскохозяйственного предприятия создать загородную усадьбу. К 1730 году строительные работы были завершены. На месте бывшего хутора возник уютный особняк.
В 1798 году владельцем усадьбы стал барон Генрих фон Мюллер. По его распоряжению был создан обширный пруд с остром. На этом острове разбили небольшой парк. 

### Реконструкция

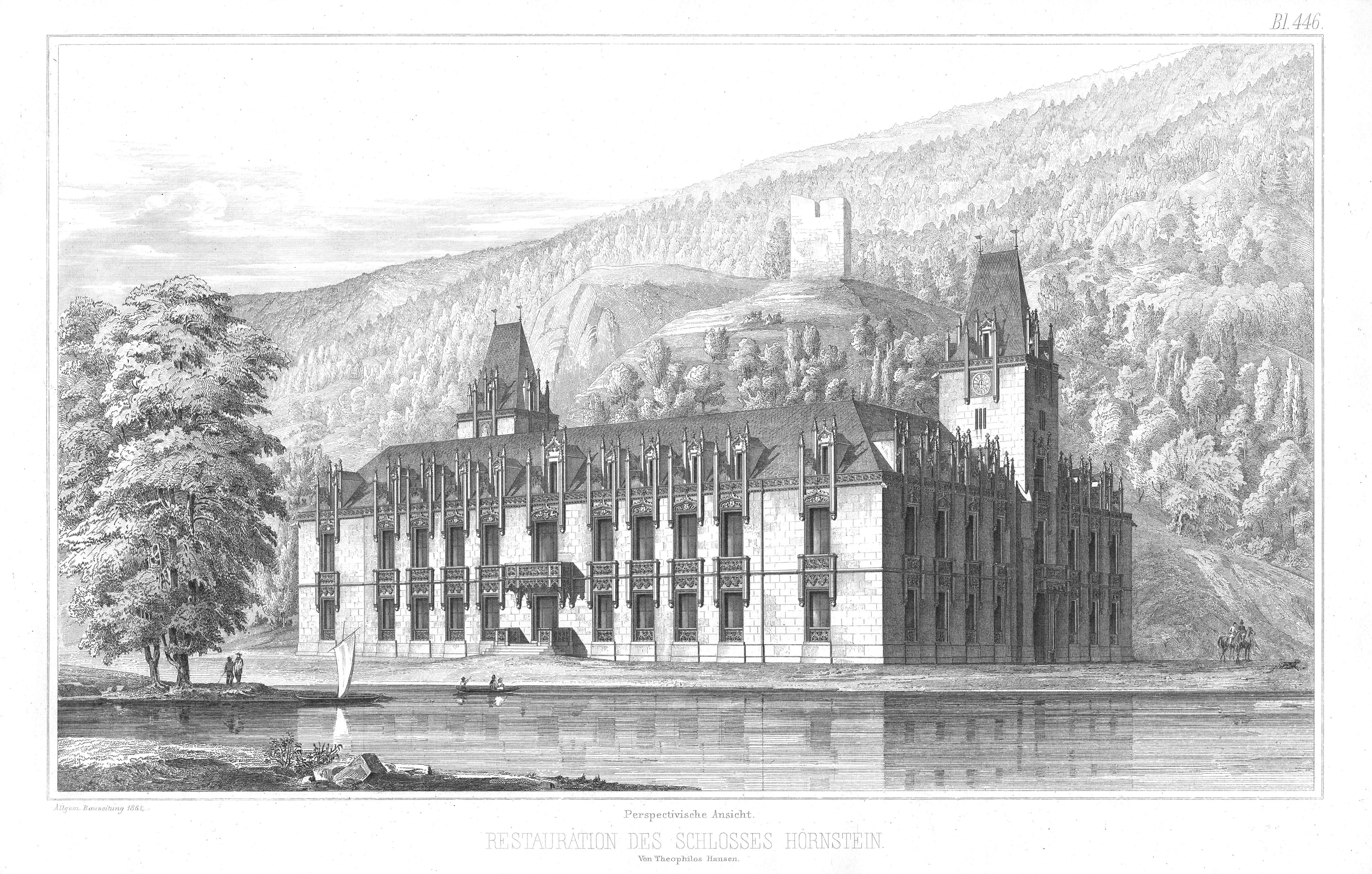
Рисунок замка из проекта Теофила фон Хансена

В 1830 году имение приобрёл эрцгерцог Райнер Австрийский. К тому времени собственнику достался комплекс построек, который состоял из четырёх двухэтажных зданий. Они формировали прямоугольник с небольшим двором. После смерти эрцгерцога Хернштайн достался Леопольду Людвигу, третьему сыну Райнера Австрийского. Новый собственник решил в 1855 году расширить и перестроить здание. Он желал стать владельцем охотничьего замка в стиле столь любимого неоготического стиля в английской версии. Для серьёзной перестройки резиденции привлекли архитектора Теофила фон Хансена, который считался лучшим специалистом в Австрии в этой области. 
Реконструкция фасадов завершилась через два года. Но отделка внутренних помещений продолжалась до 1880 года. В итоге, благодаря таланту Теофила фон Хансена, возник настоящий шедевр дворцовой архитектуры. Леопольд Людвиг ни в чём не ограничивал полёт фантазии в сфере дизайна, и фон Хансен смог реализовать свои самые смелые замыслы. Позднее он развил эти идеи при проектировании зданий на Рингштрасе в Вене.

### XX век
В июне 1943 года Антон Австрийский, собственник дворца, продал комплекс Австрийскому сберегательному банку (Erste Bank). 
В последние месяцы Второй мировой войны крыша дворца была сильно повреждена. А в 1945 году в Хернштайне разместился штаб и представительство советского командования. Некоторое время здесь проживал  главнокомандующий Центральной группы войск на территории Австрии и Верховный комиссар по Австрии советский маршал Иван Конев.
1 января 1963 года дворец приобрела Венская торговая палата. В 1966 году в здании открылся Хернштайнский международный институт менеджмента. 
В 1976 году к северо-западу от дворца было построено современное здание отеля для гостей семинаров и участников различных конференций. В 1994 году к отелю пристроили ещё одно крыло. 

## Расположение
Дворец Хернштайн расположен к северу от одноимённой деревни. Он находится посреди обширного парка, вокруг которого частично сохранились стены, а в центре имеется искусственный пруд. Комплекс построен у подножия крутого лесного склона, на котором сохранились руины средневековой оборонительной башни XII века. 

## Описание дворца

### Дворец
Комплекс представляет собой двухэтажное прямоугольное здание с внутренним двориком. Чтобы сделать облик здания не таким плоским, архитектор Теофил фон Хансен придумал пристроить в боковых крыльях две высокие башни  с шатровыми крышами. Дополнительную «воздушность» дворцу придаёт вертикальное оформление мансардных окон. 
Росписью стен и плафонов внутри комплекса занимались такие известных живописцы XIX века как Кристиан Грипенкерль, Эдуард Биттерлих, Август Эйзенменгер и Карл Раль.

### Замковый парк
Парк выполнен в стиле английского ландшафтного сада. Вход в парк с южной стороны предусмотрен через особые ворота — многоуровневую архитектурную конструкцию с изящными арками и колоннами. Проект этой постройки придумал в 1857 году Теофил фон Хансен. 

## Галерея

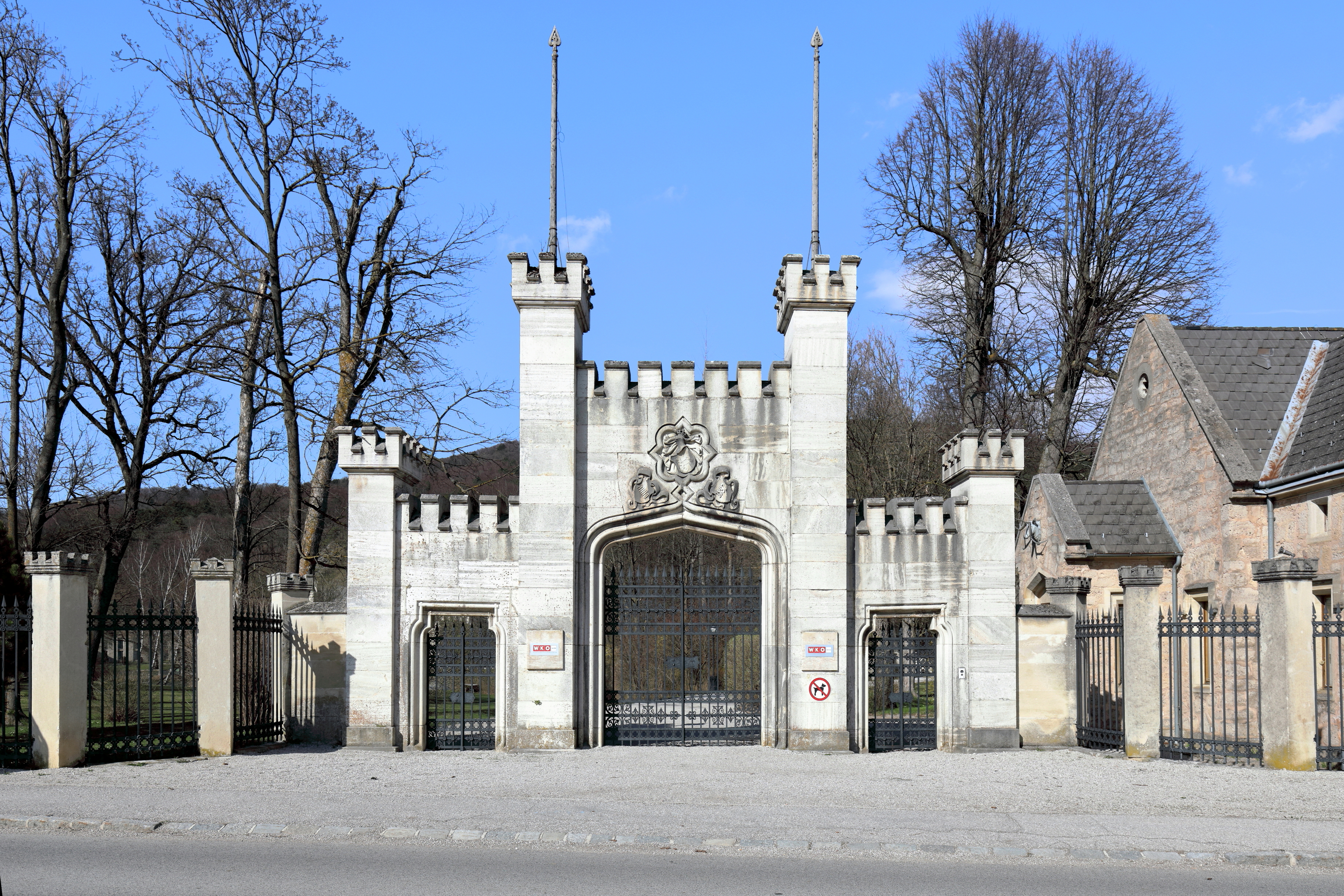
Ворота в дворцовый парк
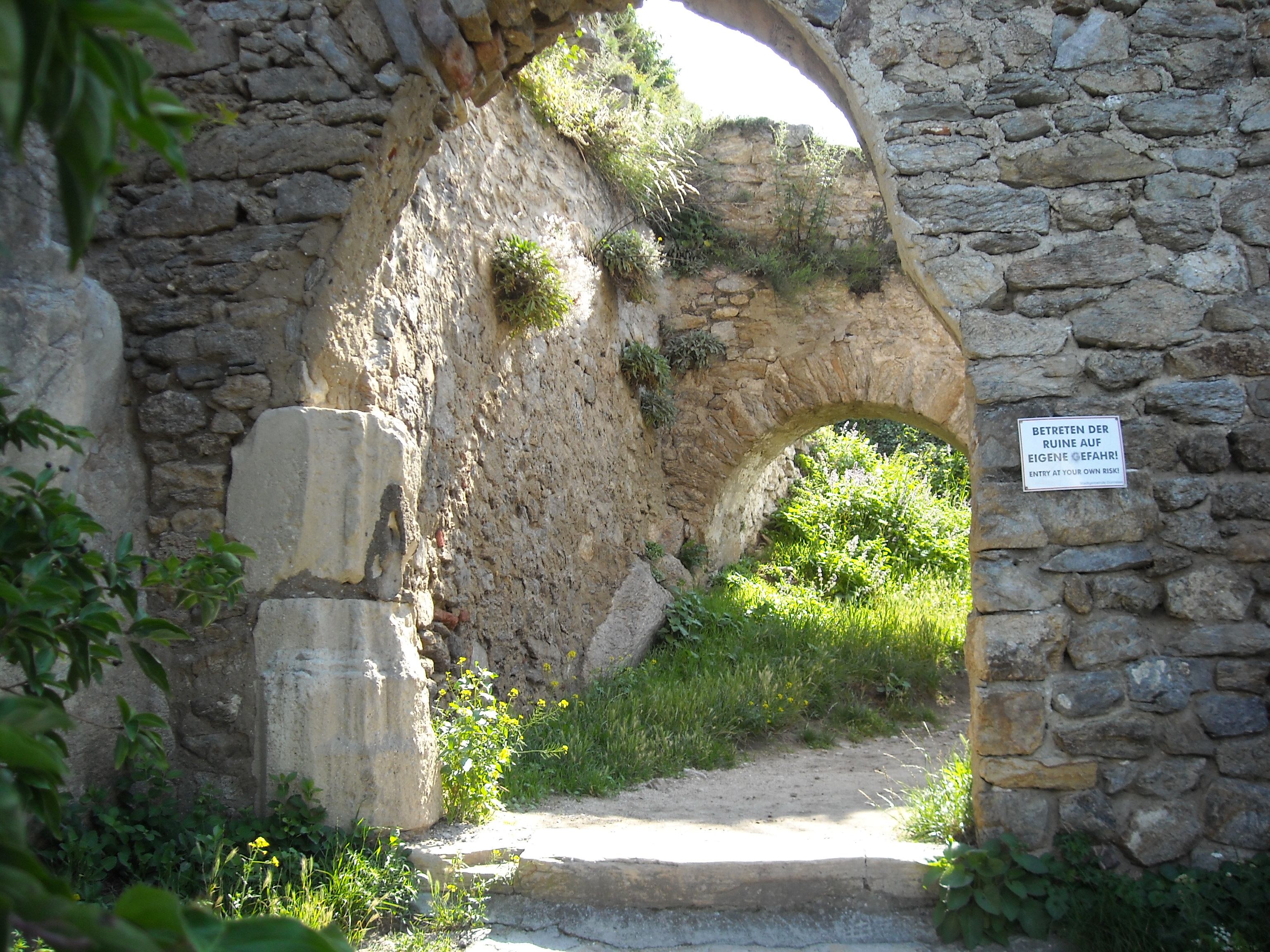
Руины ворот, ведущих во дворец
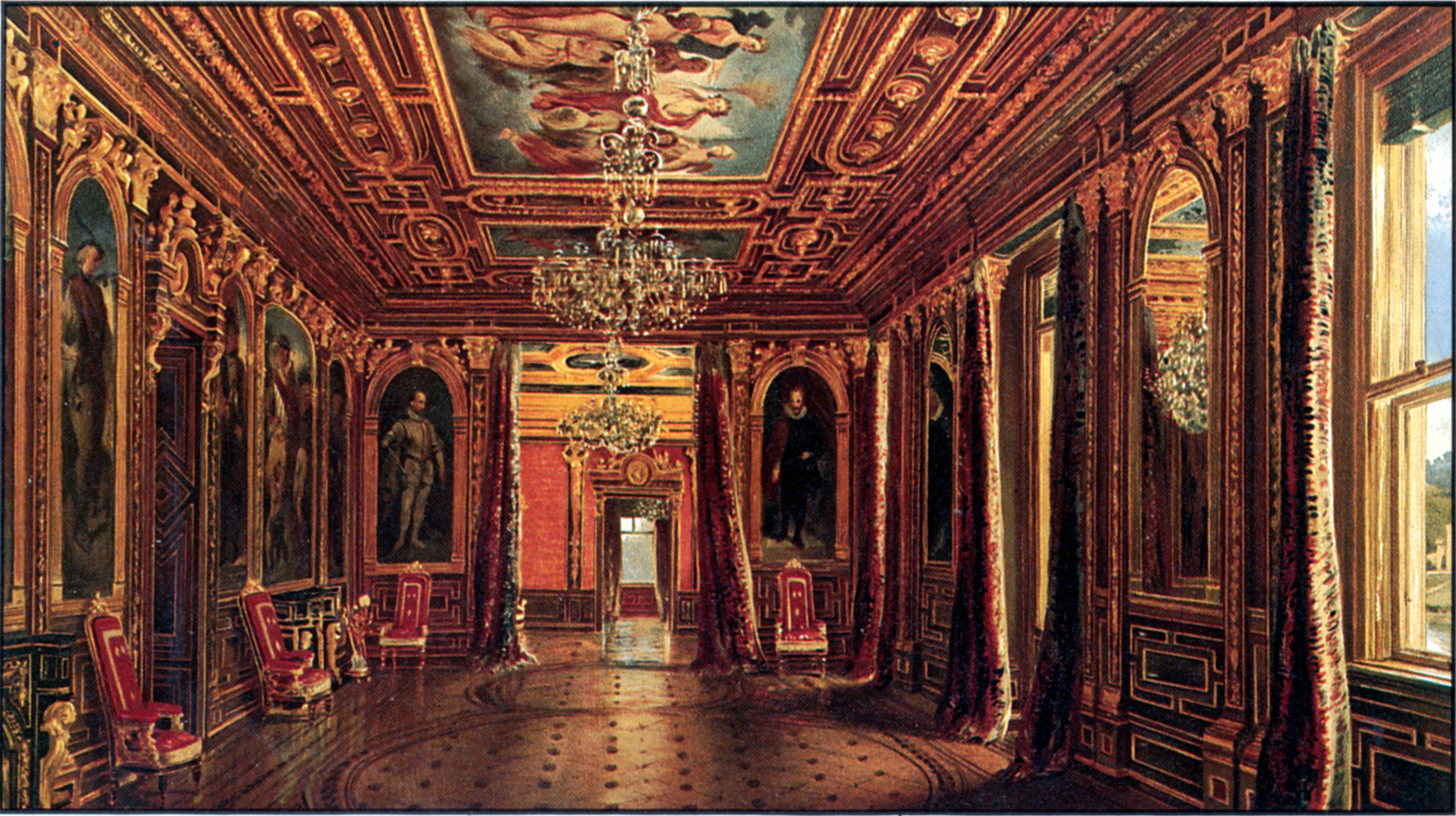
Интерьеры дворца
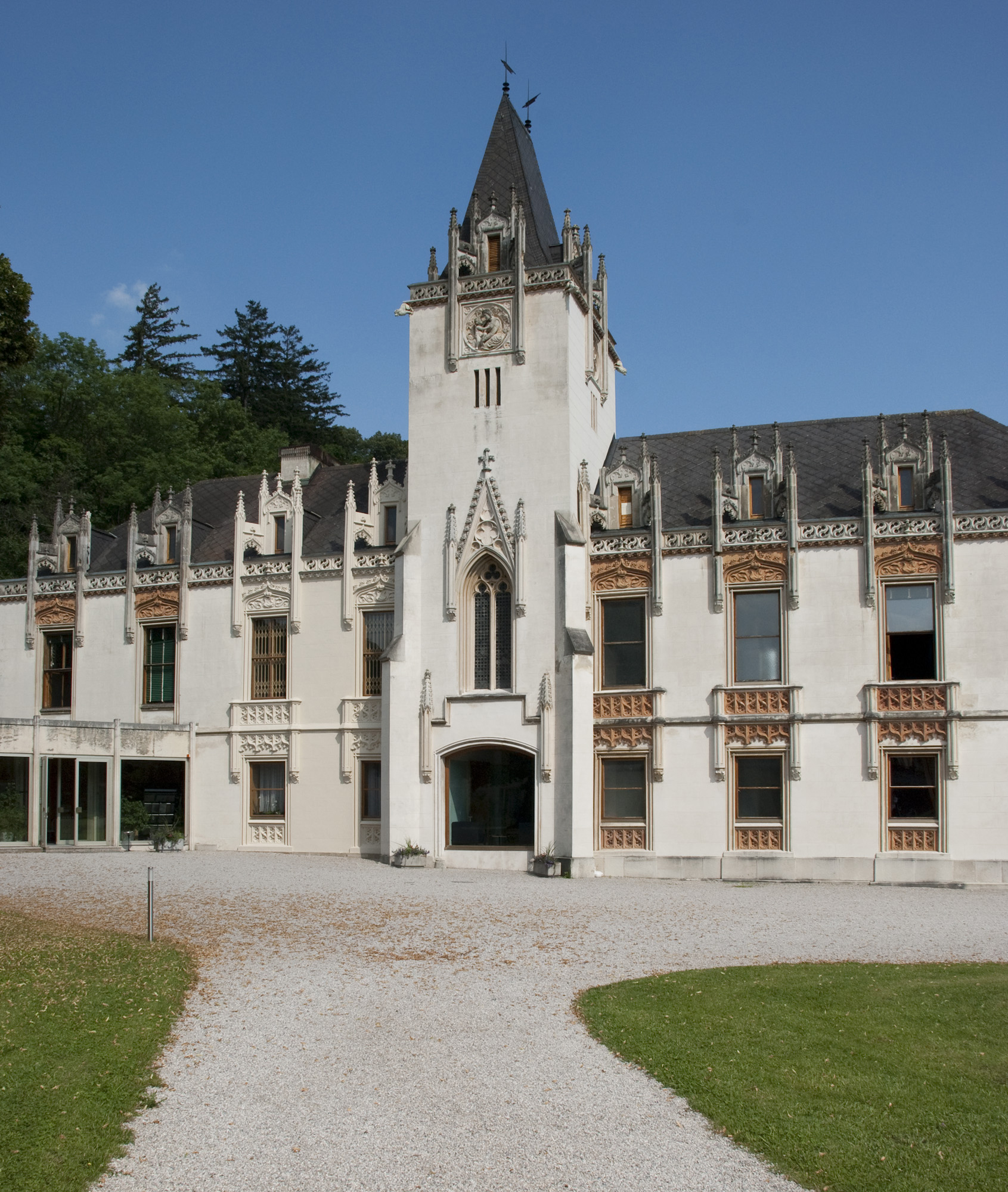
Боковая башня в готическом стиле
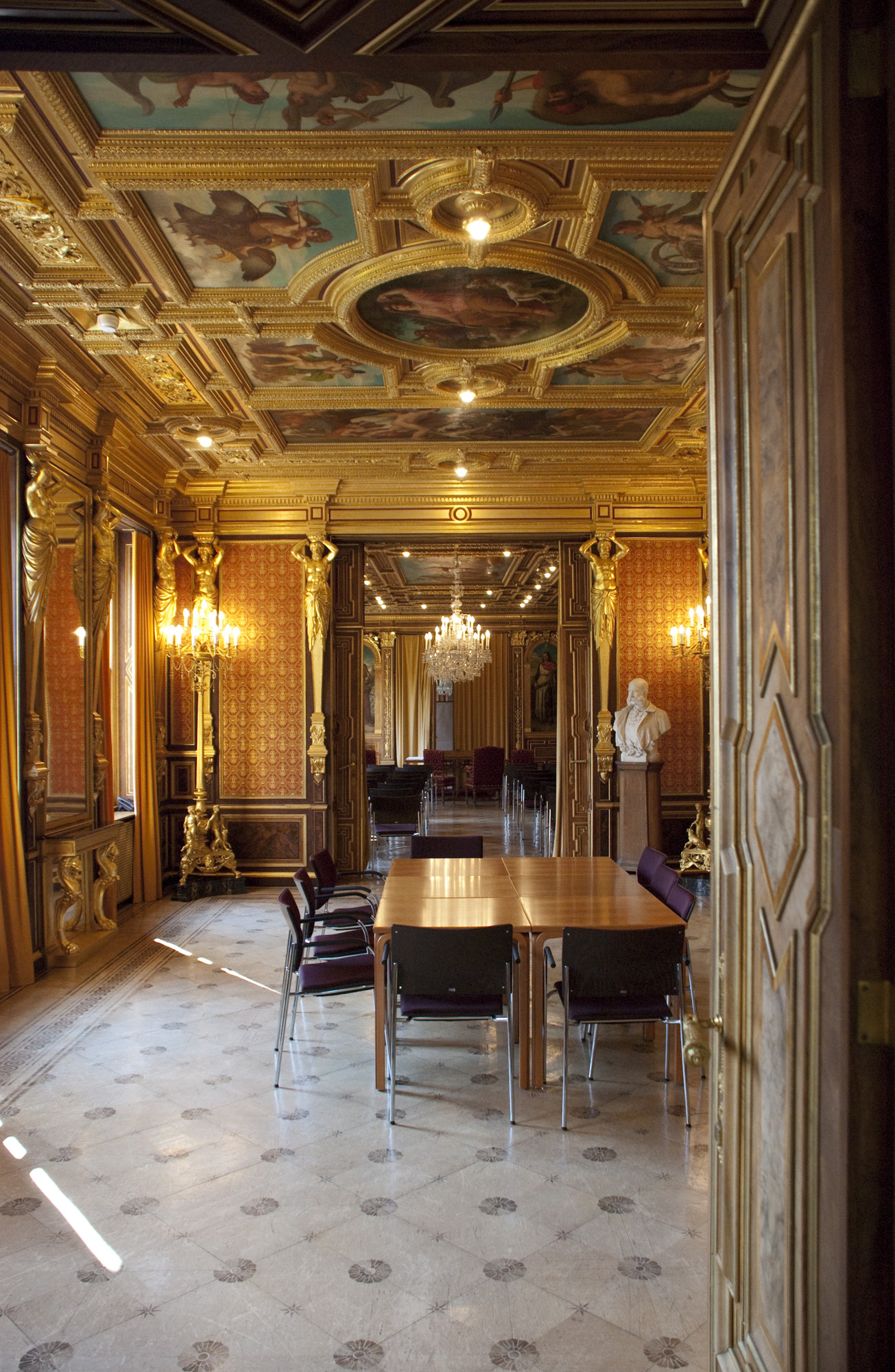
Зал совещаний